# غار ابوالمهدی ۲
غار ابوالمهدی ۲ مربوط به دوران پارینه‌سنگی جدید و دوران فرادیرینه‌سنگی است و در شهرستان پاسارگاد، بخش مرکزی، دهستان کمین، ۵۰۰ متری شمال غرب روستای ابوالمهدی واقع شده و این اثر در تاریخ ۲۶ اسفند ۱۳۸۶ با شمارهٔ ثبت ۲۱۸۴۹ به‌عنوان یکی از آثار ملی ایران به ثبت رسیده است.